# جون جي. بيرس
جون جي. بيرس (بالإنجليزية: John J. Pierce)‏ (1941)؛ صحفي وروائي أمريكي.